# 羅謝德奈山
46°25′55″N 6°58′34.2″E / 46.43194°N 6.976167°E

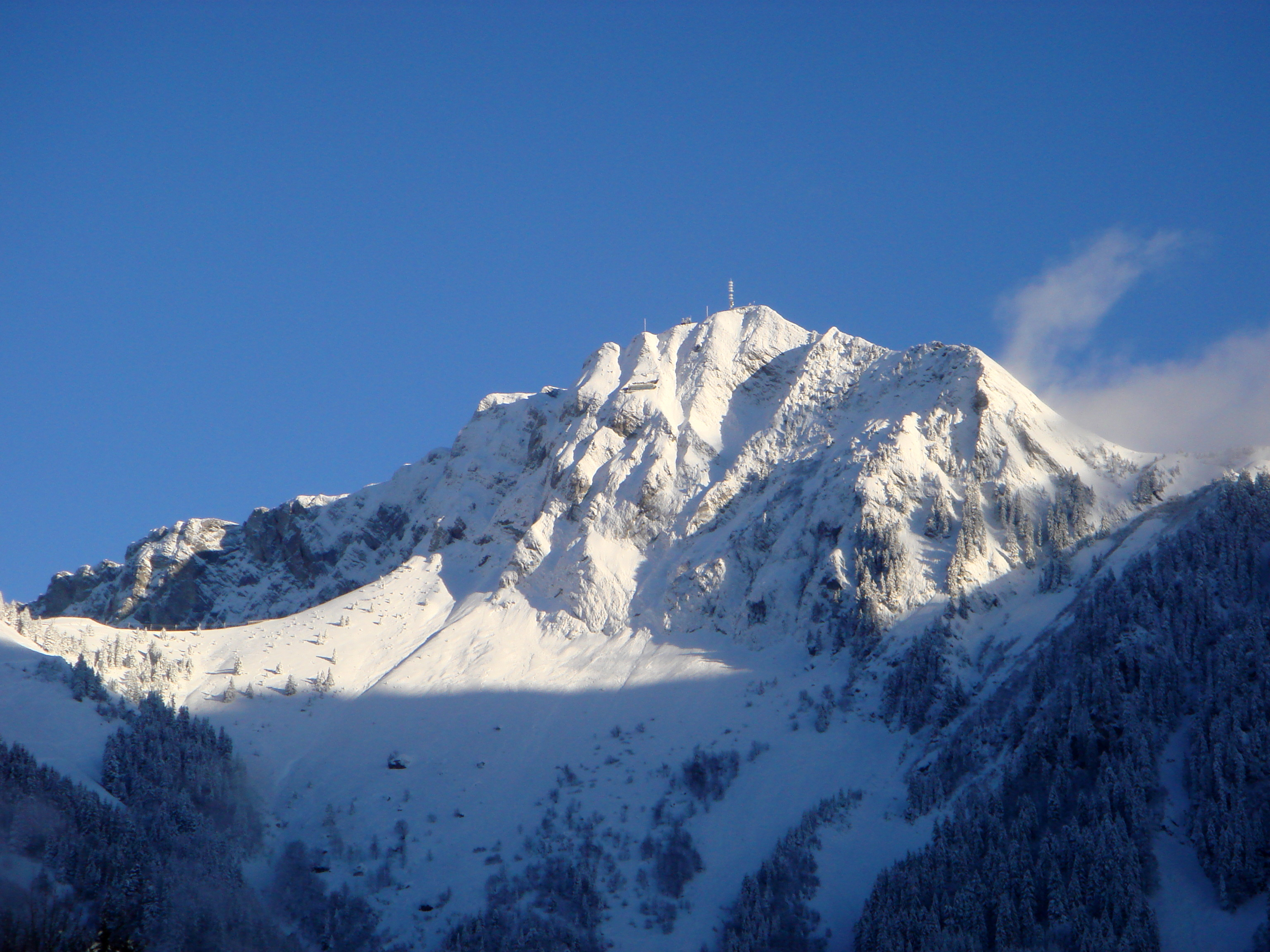

罗什德内山（Rochers de Naye），是瑞士的山峰，位於該國西部，由沃州負責管轄，屬於伯爾尼山的一部分，俯瞰萊芒湖，海拔高度2,042米，山體由石灰岩組成。